# Gryllacrididae
Gryllacrididae é uma família pertencente da ordem Orthoptera. Contém os insetos comumente chamados de raspy crickets, wood crickets ou leaf-rolling crickets. No Brasil, os representantes ora são chamados de grilos, ora de esperanças, afinal possuem diversas similaridades com esses grupos, já que todos compõem o subfilo Ensifera. Sendo assim, é uma família muito relacionada com as esperanças, grilos e paquinhas

## Etimologia
Nome formado a partir da junção de dois nomes gryllus = grilo (latim) + akrida = gafanhoto (grego). Tal nome, pode estar relacionado com a morfologia externa dos representantes de Gryllacrididae, já que possuem características que os aproximam de alguns gafanhotos, principalmente Acrididae e de grilos.

## Distribuição e diversidade
Ao total, são conhecidas 884 espécies. Estão distribuídos por todos os continentes, incluindo as ilhas e arquipélagos do Atlântico, Pacífico e Oceano Índico. A maior diversidade está nas regiões tropicais. O Brasil possui apenas 25 espécies válidas, mas esse número pode estar subestimado, tendo em vista que não temos especialistas em Gryllacrididae em Território Nacional. Ainda, no Brasil, os biomas com mais espécies são: Mata Atlântica, Cerrado e Amazônia, respectivamente.

## Evolução
A partir da atual distribuição, é provável que o ancestral de Gryllacrididae tenha surgido na Gondwana, já que os atuais são encontrados principalmente na América do Sul, África, Austrália, Índia e Madagascar; todos de origem Gondwanica. Sendo assim, houve pequenas dispersões para a Laurásia.
Acredita-se que os primeiros grilacridídios tenham surgido no Cretaceo inferior, e que sua diversificação tenha sido no Cretaceo superior, comitantimente a divergência com os Stenopelmatidae. Mesmo assim, os representantes atuais dessas duas famílias ainda apresentam diversas similaridades, tanto morfológicas quanto comportamentais. Os grilacridídios tem três espécies no registro fóssil, duas na Europa e uma na Austrália. Diversos fósseis já foram associados aos grilacridídios, contudo, depois de diversos estudos, foram realocados em outros grupos de Orthoptera.

## Características morfológicas
Os grilacridídios podem variar de 5 a 50 milímetros de comprimento, com coloração geralmente entre o amarelo e o marrom, podendo apresentar partes pretas ou avermelhadas. Possuem antenas alongadas, comumente ultrapassando o corpo. Mandíbulas robustas. Asas desenvolvidas do tipo membranosa, presentes na maioria das espécies, porém podem existir formas com asas reduzidas ou ausentes. Todas as pernas com espinhos de tamanhos variáveis. As fêmeas, além destas características são reconhecidas pela presença de um ovipositor levemente curvado ou direcionado para cima.

## Biologia e ecologia
São insetos de hábitos noturnos, ficando escondidos na vegetação durante o dia. Durante a noite são fáceis de serem reconhecidos, pela movimentação das longas antenas e principalmente devido a sua coloração parda, geralmente contrastante com a vegetação verde. Também são atraídos por fontes de luz, sendo muito coletados com armadilhas luminosas.
Existem diversos tipos de hábitos alimentares em Gryllacrididae. Acreditava-se que os representantes eram predadores, alimentando-se principalmente de insetos e pequenos moluscos. Mais tarde, foram descritas espécies com hábitos herbívoros, que se alimentavam de distintas partes vegetais, tais como: folhas, sementes e estruturas florais. Por fim, algumas espécies são onívoras, tendo sido encontrado restos de insetos e partes foliares em seu trato digestivo em estudos mais recentes.
Estes insetos ocupam diversos hábitats, desde regiões áridas até florestas úmidas. Os que ocupam ambientes florestais, são encontrados em grande parte na vegetação, principalmente associado a arbustos, epífitas, gramíneas e bromélias. Ainda, nas áreas mais secas, podem ser encontrados em tocas e galerias construídas no substrato, saindo delas apenas para se alimentar e copular. Algumas espécies possuem glândulas de seda associadas a boca, com isso são capazes de fechar as galerias com uma fina camada de seda, ou então, unir folhas e galhos, fazendo pequenos abrigos na vegetação.
Assim como nos outros ortópteros, a comunicação entre macho e fêmea é feita principalmente pelo som (vibração). Em Gryllacrididae, diferentemente dos outros ensiferos, o som não é produzido pelas asas. Alguns possuem um aparato estridulatório semelhante ao dos gafanhotos, esfregando o fêmur com a lateral do abdômen. Todavia, grande parte comunica-se com seus parceiros sexuais por vibrações criadas pelo choque do tarso ou do abdômen no substrato, que além do solo, essa vibração também pode ser propagada pela própria vegetação. Outra forma de comunicação é o comportamento de defesa apresentado por alguns grilacridídios, quando sentem-se ameaçados eles expõem a mandíbula, e movimentam as asas, emitindo um ruído, esse display é utilizado para afastar possíveis predadores.

## Classificação
Os grilacridídios pertencem a superfamília Stenopelmatoidea, junto com Cooloolidae, Anostostomatidae e Stenopelmatidae. Uma forma simples de diferenciar essas famílias pode ser a partir da morfologia externa. Cooloolidae e Stenopelmatidae possuem o corpo robusto, artículos da pernas muito desenvolvidos; Anostostomatidae possui pernas muito alongadas, com fêmures dilatados; e por outro lado, Gryllacrididae possui pernas sem regiões diferenciadas, apenas com espinhos, além de ter o corpo mais delgado quando comparada com as outras três famílias de Stenopelmatoidea.

### Subfamília Gryllacridinae
- Gênero Triaenogryllacrae (América)
- Gênero Niphetogryllacris (Ásia e Oceania)
- Gênero Plesiolarnaca †   (Europa)
- Tribo Ametrini (Ásia e Oceania)
- Tribo Ametroidini (África)
- Tribo Eremini (Ásia e Oceania)
- Tribo Gryllacridini (África, América, Ásia, Europa e Oceania)
- Tribo Progryllacridini (América e África)

### Subfamília Hyperbaeninae
- Tribo Asarcogryllacridini (Ásia)
- Tribo Capnogryllacridini (América e Ásia)
- Tribo Hyperbaenini (América)
- Tribo Paragryllacridini (África, Ásia e Oceania)
- Tribo Phryganogryllacridini (África, América, Asia e Oceania)

### Gêneros não agrupados em subfamílias
- Gênero Dasylistroscelis (América)
- Gênero Pseudogryllacris † (Europa)
- Gênero Xenogryllacris † (Oceania)